# Erin Schuman

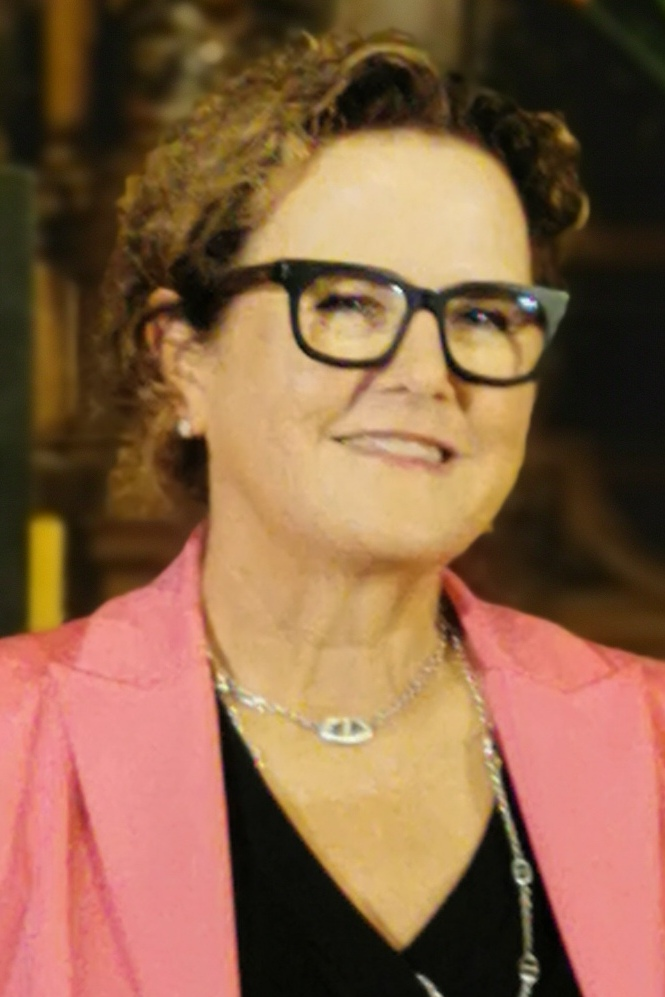
Erin Schuman (2024)

Erin Margaret Schuman (* 15. Mai 1963 in San Gabriel, Kalifornien) ist eine US-amerikanische Psychologin und Neurobiologin. Sie ist Direktorin am Max-Planck-Institut für Hirnforschung in Frankfurt am Main.

## Berufliche Entwicklung und Karriere
Schuman erwarb 1985 an der University of Southern California einen Bachelor in Psychologie und 1990 bei Joseph Farley und Gregory A. Clark an der Princeton University einen Ph.D. in Neurowissenschaften. Als Postdoktorandin arbeitete sie bei Daniel V. Madison an der Stanford University, bevor sie 1993 eine Professur für Biologie am California Institute of Technology (Caltech) erhielt. Von 1997 bis 2009 forschte sie zusätzlich für das Howard Hughes Medical Institute (HHMI). Seit 2009 ist Schuman am Max-Planck-Institut für Hirnforschung, seit 2015 hat sie zusätzlich eine Professur für Biologie an der Johann Wolfgang Goethe-Universität Frankfurt am Main inne.
Laut Google Scholar hat Schuman einen h-Index von 92, laut der Datenbank Scopus einen von 80 (jeweils Stand Juli 2025).

## Forschungsschwerpunkte
Schuman und Mitarbeiter befassen sich mit Fragen der neuronalen Plastizität, dem Transkriptom und dem Proteom von Synapsen, der Proteostase von Synapsen, sowie der Informationsspeicherung durch Synapsen und neuronale Schaltkreise. Sie konnte nachweisen, dass in Dendriten eine Proteinbiosynthese stattfindet. Sie verwendet Ratten und Zebrafische als Modellorganismen.

## Auszeichnungen
- 2020 Louis-Jeantet-Preis gemeinsam mit Graziella Pellegrini und Michele De Luca[4]
- 2022 Rosenstiel Award
- 2022 FEBS|EMBO Women in Science Award[5]
- 2023 Brain Prize[6]
- 2024 Körber-Preis für die Europäische Wissenschaft
- 2026 HFSP Nakasone Award[7]

## Mitgliedschaften
- 2014 European Molecular Biology Organization (EMBO)[8]
- 2017 Deutsche Akademie der Naturforscher Leopoldina[9]
- 2017 Academia Europaea[10]
- 2020 National Academy of Sciences
- 2023 American Academy of Arts and Sciences
- 2024 Auswärtiges Mitglied der Royal Society

## Persönliches
Schuman ist verheiratet und hat drei Kinder.